# Jabari Smith Jr.
Jabari Montsho Smith Jr. (Fayetteville, Georgia, 13 de mayo de 2003) es un jugador de baloncesto estadounidense que pertenece a la plantilla de los Houston Rockets de la NBA. Con 2,08 metros de altura, juega en la posición de ala-pívot. Es hijo del también baloncestista Jabari Smith, que jugó cuatro temporadas en la NBA.

## Carrera

### Instituto
Durante su periodo en la High School fue nombrado Mr. Georgia Basketball, Georgia Gatorade Player of the Year y The Atlanta Journal-Constitution All-Classification Player of the Year. Smith fue seleccionado a la plantilla para el McDonald's All-American Game, Jordan Brand Classic y Nike Hoop Summit. Jugó para los Atlanta Celtics en el circuito de la Amateur Athletic Union.

### Universidad

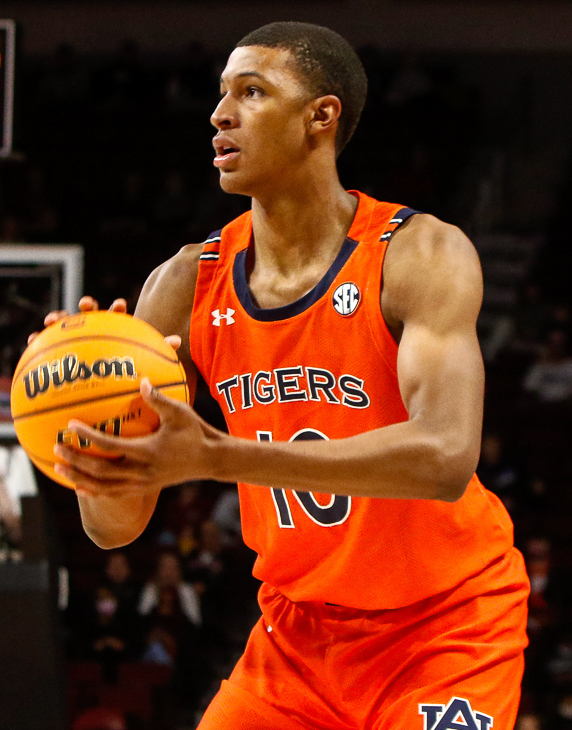
Jabari con los Auburn Tigers en 2022.

Smith se decantó por los Auburn Tigers para jugar baloncesto colegial sobre ofertas de universidades como Tennessee, Georgia, LSU, Georgia Tech y North Carolina.

#### Estadísticas
| Año     | Equipo        | PJ | PT | MPP  | %TC  | %3P  | %TL  | RPP | APP | ROB | TPP | PPP  |
| ------- | ------------- | -- | -- | ---- | ---- | ---- | ---- | --- | --- | --- | --- | ---- |
| 2021-22 | Auburn Tigers | 34 | 34 | 28.8 | .429 | .420 | .799 | 7.4 | 2.0 | 1.1 | 1.0 | 16.9 |

### NBA
Fue seleccionado en la tercera posición del Draft de la NBA de 2022 por los Houston Rockets. El 19 de octubre hizo su debut en la temporada regular, anotando 17 puntos junto con siete rebotes y una asistencia en una derrota por 117-107 ante los Atlanta Hawks. El 2 de diciembre anotó 17 puntos con seis rebotes, un robo y un tapón en una victoria por 122-121 contra los Phoenix Suns. Terminó con 7 de 12 tiros de campo, incluidos 3 de 5 desde la línea de tres puntos. Este fue el sexto partido consecutivo en la que Smith anotó al menos tres triples, la segunda racha más larga en la historia para un novato.
El 13 de enero de 2023 anotó 27 puntos, el máximo de su carrera, con tres tapones y ocho rebotes en una derrota contra los Sacramento Kings. El 9 de marzo capturó 12 rebotes y estableció un récord personal de 30 puntos en una derrota en la prórroga por 134-125 ante los Indiana Pacers. El 14 de marzo anotó 24 puntos con un 83,8 por ciento de acierto en tiros de campo, 5 triples y 11 rebotes en una victoria contra los Boston Celtics. Al hacerlo, se convirtió en el primer jugador de la franquicia de los Rockets en promediar más de 20 puntos y más de 10 rebotes en tres partidos consecutivos desde Hakeem Olajuwon en 1985. El 17 de marzo anotó un triple ganador en una victoria por 114-112 sobre los New Orleans Pelicans. Al concluir su temporada de novato, fue incluido en el segundo mejor quinteto de rookies de la NBA.
El 11 de diciembre de 2023 anotó 34 puntos, el máximo de su carrera, junto con 13 rebotes en una derrota por 134-127 ante los Atlanta Hawks. El 24 de marzo de 2024 fue sancionado con un partido de suspensión después de verse involucrado en un altercado con el escolta de Utah Jazz, Kris Dunn.
El 30 de junio de 2025, acuerda una extensión de contrato con los Rockets por cinco años y $122 millones.

## Selección nacional
Smith jugó para los Estados Unidos en el Campeonato FIBA Américas Sub-16 de 2019 en Belém, Brasil. Promedió 13,8 puntos y 6,2 rebotes por partido y ayudó a su equipo a ganar la medalla de oro.

## Estadísticas de su carrera en la NBA

### Temporada regular
| Año     | Equipo  | PJ  | PT  | MPP  | %TC  | %3P  | %TL  | RPP | APP | ROB | TPP | PPP  |
| ------- | ------- | --- | --- | ---- | ---- | ---- | ---- | --- | --- | --- | --- | ---- |
| 2022-23 | Houston | 79  | 79  | 31.0 | .408 | .307 | .786 | 7.2 | 1.3 | .5  | .9  | 12.8 |
| 2023-24 | Houston | 76  | 76  | 31.9 | .454 | .363 | .811 | 8.1 | 1.6 | .7  | .8  | 13.7 |
| 2024-25 | Houston | 57  | 39  | 30.1 | .438 | .354 | .825 | 7.0 | 1.1 | .4  | .7  | 12.2 |
| Total   | Total   | 212 | 194 | 31.1 | .432 | .340 | .805 | 7.5 | 1.3 | .6  | .8  | 13.0 |

### Playoffs
| Año   | Equipo  | PJ | PT | MPP  | %TC  | %3P  | %TL  | RPP | APP | ROB | TPP | PPP |
| ----- | ------- | -- | -- | ---- | ---- | ---- | ---- | --- | --- | --- | --- | --- |
| 2025  | Houston | 7  | 0  | 20.4 | .500 | .455 | .800 | 3.9 | .6  | .1  | .7  | 7.4 |
| Total | Total   | 7  | 0  | 20.4 | .500 | .455 | .800 | 3.9 | .6  | .1  | .7  | 7.4 |

## Vida personal
Su padre, Jabari Smith, jugó en la NBA durante cuatro temporadas y compitió profesionalmente en el extranjero. El primo lejano de Smith, Kwame Brown, fue la primera selección general en el draft de la NBA de 2001 y jugó en la NBA durante 13 temporadas.